# Callogobius plumatus
Callogobius plumatus es una especie de peces de la familia de los Gobiidae en el orden de los Perciformes.

## Morfología
Los machos pueden llegar a alcanzar los 3,9 cm de longitud total.

## Distribución geográfica
Se encuentra desde  África Oriental hasta Guam y Tonga.

## Observaciones
Es inofensivo para los humanos.